# Évreux Athletic Club
L'Évreux Athletic Club est un club omnisports basé dans la ville d'Évreux.

## Historique
Le maire Georges Bernard est l'un des membres fondateurs.

## Sections

### Athlétisme
- Jacques Aletti

### Rugby à XV
- Championnat de France 2e série
  - Finaliste 1910